# 蓋茨 (紐約州普查規定居民點)
蓋茨（英語：Gates）是位於美國紐約州門羅縣的普查規定居民點。

## 人口
根據2020年美國人口普查的數據，蓋茨的面積為5.16平方千米，當中陸地面積為5.13平方千米，而水域面積為0.03平方千米。當地共有人口4956人，而人口密度為每平方千米960.47人。